# Maurice-René Simonnet
Maurice-René Simonnet (ur. 4 października 1919 w Lyonie, zm. 21 sierpnia 1988 w Montélimar) – francuski polityk i prawnik, członek ruchu oporu w czasie II wojny światowej. Deputowany krajowy, poseł do Parlamentu Europejskiego I kadencji, w latach 1984–1988 członek Rady Konstytucyjnej.

## Życiorys
Syn inżyniera i przedsiębiorcy, uczył się w Lycée du Parc. Następnie ukończył studia prawnicze, kształcił się także w École Libre des Sciences Politiques. W młodości wstąpił do organizacji katolickiej Jeunesse étudiante chrétienne, od 1940 kierując tą organizacją, zdecydowanie sprzeciwiając się współpracy z Francją Vichy. Od 1941 do 1943 redagował związane z nią czasopismo „Cahiers de notre jeunesse”, został także założycielem Jeunes chrétiens combattants, parasolowej organizacji działającej w ramach ruchu oporu. W późniejszym okresie został założycielem i redaktorem naczelnym periodyku „France-Forum”, obronił też doktorat, specjalizując się w prawie międzynarodowym i unijnym. W 1969 uzyskał agrégation jako profesor prawa publicznego i nauk politycznych. Przyczynił się do powstania Université Jean Moulin Lyon 3, w latach 70. był dziekanem tamtejszego wydziału prawa.
Pod koniec wojny był współautorem manifestu Ludowego Ruchu Republikańskiego. Przystąpił do tej partii, sytuował się w jej lewym skrzydle, w latach 1955–1962 pełnił funkcję sekretarza generalnego. W 1946 po raz pierwszy wybrany do Zgromadzenia Narodowego, uzyskiwał reelekcję w 1947 (po powtórzeniu głosowania), 1951, 1956 oraz 1958; od 1959 do 1961 zasiadał ponadto w Senacie Wspólnoty Francuskiej. Od listopada 1957 do maja 1958 był sekretarzem stanu ds. marynarki handlowej. Sprawował mandat radnego departamentu Drôme (1952–1958, 1964–1970) i miasta Donzère (1953–1958) z ramienia ugrupowań gaullistowskich, później został członkiem biura krajowego Centrum Demokratów Społecznych. W 1979 uzyskał mandat posła do Parlamentu Europejskiego z listy Unii na rzecz Demokracji Francuskiej, został wiceprzewodniczącym frakcji Europejskiej Partii Ludowej. W 1984 powołany w skład Rady Konstytucyjnej z nominacji przewodniczącego Senatu, funkcję tę pełnił do śmierci w 1988.
Od 1948 był żonaty z Jeanne-Marie Montagne, mieli ośmioro dzieci. Pochowano go w Donzère, jego imieniem nazwano kilka ulic.

## Odznaczenia
Odznaczony Legią Honorową IV klasy, Krzyżem Wojennym (za lata 1939–1945), Krzyżem Kombatanta-Ochotnika Ruchu Oporu i Order Zasługi Morskiej I klasy.